# Campi Bisenzio
Campi Bisenzio és un municipi italià, situat a la regió de la Toscana i a la ciutat metropolitana de Florència. Es va anomenar Campi fins a la unificació d'Itàlia, quan se li va modificar el nom per a distingir-la d'altres poblacions homònimes del nou regne. L'any 2004 tenia 39.176 habitants.